# 라페라시인

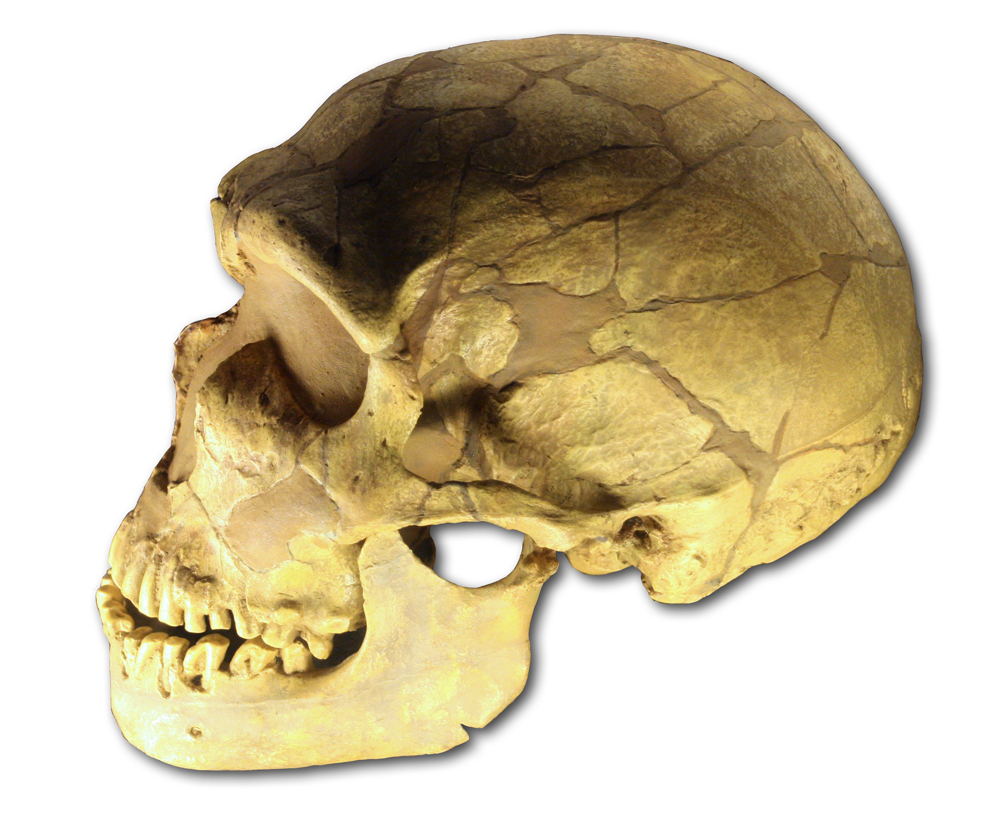

라페라시인(La Ferrassie 1)은 프랑스 도르도뉴주의 라페라시 동굴에서 발견된 네안데르탈인 화석에 붙여진 이름이다. 동굴에서 발견된 화석들 외에 화덕 주위에 누군가에게 긁히거나 뜯겨진 남성의 해골 화석이 함께 발견되었다. 1900년대 초에 발견된 이 화석들을 통해 네안데르탈인이 식인을 했을 것이라는 의혹이 제기되기도 했다.

## 같이 보기
- 화석 인류
- 네안데르탈인